# ريك فان دير ليندن
ريك فان دير ليندن (بالهولندية: Rick van der Linden)‏ هو ملحن وعازف بيانو وكاتب أغاني هولندي، ولد في 5 أغسطس 1946 في Badhoevedorp ‏ في هولندا، وتوفي في 22 يناير 2006 في خرونينغن في هولندا بسبب سكتة.

## وصلات خارجية
- الموقع الرسمي
- ريك فان دير ليندن على موقع IMDb (الإنجليزية)
- ريك فان دير ليندن على موقع ميوزك برينز (الإنجليزية)
- ريك فان دير ليندن على موقع ديسكوغز (الإنجليزية)